# Горст Гофманн
Горст Гофманн (нім. Horst Hofmann; 18 січня 1919, Зематаль — 14 червня 1978, Любек) — німецький підводник, оберштурман крігсмаріне. Кавалер Лицарського хреста Залізного хреста.

## Біографія
В листопаді 1937 року вступив на службу у ВМФ. У квітні 1938 року переведений в підводний флот. У квітні 1939 року направлений на підводний човен U-48, на якому здійснив 9 походів, провівши в морі 224 дні. З липня 1941 по березень 1943 служив на U-134 (7 походів, 265 днів в морі, в основному в Арктику і Північну Атлантику). У вересні 1943 року закінчив навігаційне училище. З жовтня 1943 року служив штурманом на U-672 (4 походи, 155 днів у море). 18 липня 1944 року U-672 був потоплений британським кораблем ескорту «Бальфур». Всі 52 члени екіпажу вижили і потрапили в полон. В жовтні 1947 року звільнений.

## Звання
- Матрос-єфрейтор (1 жовтня 1938)
- Матрос-оберєфрейтор (1 жовтня 1939)
- Боцмансмат (1 грудня 1940)
- Обербоцмансмат (1 грудня 1942)
- Оберштурман (1 вересня 1943)

## Нагороди
- Нагрудний знак підводника (1939)
- Залізний хрест
  - 2-го класу (25 лютого 1940)
  - 1-го класу (30 серпня 1940)
- Німецький хрест в золоті (1 квітня 1943)
- Лицарський хрест Залізного хреста (20 травня 1940)